# Vaqif Cavadov
Vaqif Füzuli oğlu Cavadov (in Deutschland meist Vagif Cavadov, auch Javadov und Djavadov; * 25. Mai 1989 in Baku) ist ein aserbaidschanischer Fußballspieler.

## Karriere

### Verein
Cavadov ist in der aserbaidschanischen Stadt Baku geboren. Mit 7 begann er in einer der Fußballmannschaften Fußball zu spielen. Dann ging er im Alter von 11 Jahren zum CSKA Moskau, wo er häufig als Stürmer eingesetzt wurde. Nachdem er sämtliche Jugend-Abteilungen vom CSKA durchspielte, erhielt er im Juli 2006 seinen ersten Profivertrag. Er unterschrieb ein Einjahresvertrag und bekam die Rückennummer „89“, doch der rechtsfüßige Mittelstürmer absolvierte in drei Jahren Moskau kein einziges Spiel.
Nach einigen Sitzungen vereinbarte sich Vaqif Cavadov mit dem Trainer Qurban Qurbanov zu einem Wechsel zum aserbaidschanischen Erstligisten Qarabağ Ağdam. Er zeigte sich stark verbessert und wurde zum Fanliebling. Er verstärkte seinen Ruf durch beeindruckende zwei Saisons in der Premyer Liqası, in denen er fast 100 Spiele absolvierte und dabei 37 Tore erzielte. Mit Qarabağ Ağdam wurde Cavadov aserbaidschanischer Meister und Pokalsieger 2008/09. Er schoss das entscheidende 1:0 in der 57. Minute gegen İnter Baku.

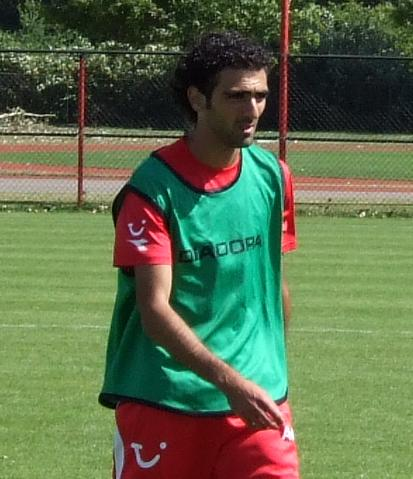
Cavadov beim Training

Dank guter Leistungen bei Qarabağ Ağdam und bei der WM-Qualifikation 2010 wechselte er Ende Dezember 2009 für rund 250.000 Euro zum flämischen Erstligisten FC Twente Enschede. Dort unterschrieb Cavadov ein Vierjahresvertrag bis Juni 2013. Allerdings kam er in den 8 Monaten Enschede verletzungsbedingt nie zum Einsatz. Mit Twente wurde er 2009/10 Niederländischer Meister und Gewinner der Johan-Cruyff-Schale 2010. Der Vertrag mit Twente wurde Ende Juni 2011 aufgelöst, nachdem Cavadov bereits zehn Monate beim FK Baku gespielt hatte.

Am 30. August 2010 verlieh Twente Enschede Cavadov für ein Jahr dem aserbaidschanischen Klub FK Baku. 

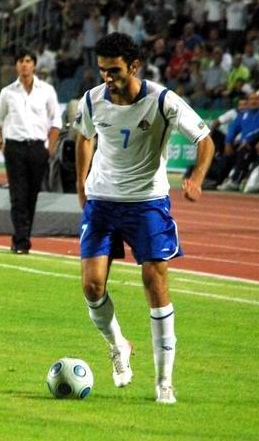
Cavadov in Aktion

### Nationalmannschaft
Cavadov spielte von 2002 bis 2004 für die Aserbaidschanische U-17-Nationalmannschaft, wo er 7 Spiele bestritt. Im Jahre 2005 wurde er U-21-Nationalspieler von Aserbaidschan, wo er 2008 dank guter Leistungen bei Qarabağ Ağdam zum Stammspieler agierte und in 11 Spielen 4 Tore schoss. Am 18. Mai 2006 debütierte Cavadov in der A-Nationalmannschaft im Spiel gegen die Moldau, das 0:0 endete. Eines seiner Tore erzielte er im Qualifikationsspiel gegen Russland, das sensationellerweise 1:1 endete.
Aufsehen erregte Cavadov am 7. September 2010 im Spiel gegen Deutschland, als er Per Mertesacker einen Augenhöhlenbruch zufügte. In diesem Spiel erzielte er auch sein 6. Länderspieltor, indem er einen Eckball direkt verwandelte.
Zur Saison 2014/15 wechselte Cavadov zum türkischen Zweitligisten Gaziantep Büyükşehir Belediyespor. Bereits nach einer halben Saison verließ er diesen Klub wieder und heuerte beim Ligarivalen Boluspor an.
Im Sommer 2015 kehrte Cavadov nach Aserbaidschan zurück und heuerte er bei FK Xəzər Lənkəran an. Von diesem Klub wurde er dann für die Saison 2015/16 an FK Qəbələ ausgeliehen.

### Erfolge
- Aserbaidschanischer Pokalsieger mit Qarabağ Ağdam: 2008/09
- Aserbaidschanischer Meister mit Qarabağ Ağdam: 2008/09
- Aserbaidschanischer Fußballer des Jahres: 2009
- Niederländischer Meister mit Twente Enschede: 2009/10
- Johan-Cruyff-Schale: 2010
- Aserbaidschanischer Pokalsieger mit FK Keşlə: 2017/18